# Juan de Ibelín
Juan de Ibelín, llamado «el viejo Señor de Beirut» (en francés:  Jean d'Ibelin, le vieux seigneur de Beyrouth; 1178 – Acre, febrero/marzo de 1236), fue un poderoso noble cruzado del siglo XIII, uno de los más conocidos representantes de la influyente familia Ibelín. Hijo de Balián de Ibelín y María Comnena, reina consorte de Jerusalén. Tuvo estrechos vínculos con la nobleza de Chipre y Jerusalén, ya que era el medio hermano de la reina Isabel de Jerusalén. Antes de cumplir 20 años fue nombrado condestable de Jerusalén, y unos años después se convirtió en señor de Beirut, donde reconstruyó la ciudad después de la conquista de Saladino y edificó el gran palacio de la familia Ibelín. Actuó como regente de dos de sus jóvenes parientes, la hija de Isabel María de Montferrato desde 1205 hasta 1210, y luego Enrique I de Chipre desde 1228 hasta que Enrique alcanzara la mayoría de edad en 1232. Juan fue conocido como un hombre de principios, y fue visto como el líder natural de los barones cristianos en Tierra Santa. Resistió la búsqueda de poder de Federico II, emperador del Sacro Imperio en Chipre y se opuso a las fuerzas imperiales hasta que Enrique alcanzó la mayoría de edad.

## Biografía
Su padre fue uno de los nobles más destacados en la defensa de Jerusalén, y su madre también era la madre de la reina Isabel de Jerusalén, lo que le situó a la vanguardia de la nobleza en Tierra Santa.
El marido de Isabel, Enrique I de Jerusalén, se enfrentaba a las continuas intrigas de Guido de Lusignan, que a pesar de todo no había renunciado al Reino de Jerusalén. Ordenó que Aimerico de Lusignan, hermano de Guido, renunciara a su cargo de condestable de Jerusalén. Entonces Amalarico se marchó a Chipre, donde sucedió a Guido, y en 1196, Enrique nombró nuevo condestable de Jerusalén a Juan de Ibelín. El 10 de septiembre de 1197 muere accidentalmente Enrique I de Jerusalén en Acre, y los nobles deciden elegir como nuevo rey a Amalarico, que ya era rey de Chipre.
En octubre de 1197, Aimerico reanudó las hostilidades contra los musulmanes y tomó las ciudades de Sidón y Beirut. Concede Sidón a su antiguo propietario, Reinaldo de Grenier, y da Beirut a Juan de Ibelín. Pero Juan de Ibelín sigue siendo el líder de la nobleza y, cuando el rey acusa a Raúl de Tiberíades de estar detrás de un atentado perpetrado por cuatro caballeros germánicos contra él y decide castigarlo, la nobleza encabezada por Juan de Ibelín protesta y solicita que Raúl sea juzgado por sus iguales, como establecen las leyes del Reino. Al final Raúl fue exiliado.
En 1205 renunció al cargo de Condestable a cambio del Señorío de Beirut. Durante este período y hasta final de siglo, Beirut se convierte en la principal residencia de la familia de Ibelín. Reconstruyó la ciudad, destrozada completamente durante la conquista del Reino de Jerusalén por Saladino, y construyó un espléndido palacio. Bajo su liderazgo, Beirut fue prácticamente un estado independiente, anexionándose Arsuf en 1207 gracias a su matrimonio con Melisenda de Arsuf.

## Regente de Jerusalén
Aimerico muere el 1 de abril de 1205 y la reina Isabel de Jerusalén fallece poco tiempo después. La heredera al Reino de Jerusalén es una niña de tan solo trece años, María de Montferrato, y los nobles en asamblea deciden designar a Juan de Ibelín como regente desde Acre, la nueva capital del reino.
Como regente, negoció con Gautier de Montbéliard (regente del Reino de Chipre desde 1205 a 1210) el matrimonio del hijo de Amalarico II, Hugo I de Chipre, con Alicia de Champaña, hija del predecesor de Amalarico como rey, Enrique I de Jerusalén. En 1194 ya había un compromiso de matrimonio entre Hugo y sus dos hermanos con Alicia y sus dos hermanas, con el fin de acabar unificando los dos reinos, Jerusalén y Chipre. Hugo quedaba prometido con Felipa, la hermana de Alicia. La muerte prematura de Enrique I de Jerusalén supuso la unificación de ambos reinos, aunque fueron de nuevo separados al morir Amalarico II y ambas regencias estimaron necesario el matrimonio de Hugo y Alicia para unificarlos de nuevo.
En 1207, se reanudó de nuevo la guerra contra los musulmanes después de que los Hospitalarios del Condado de Trípoli trataran de capturar Homs. Juan de Ibelín decidió mantenerse al margen del conflicto. En 1208, María de Montferrato tiene ya diecisiete años, y Juan de Ibelín reúne la asamblea del nobles para elegirle un marido. El rey Felipe II de Francia tiene un buen candidato, Juan de Brienne, que llega a San Juan de Acre en septiembre de 1210. El 13 de octubre de 1210 se celebra el matrimonio de María de Montferrato con Juan de Brienne.
La regencia llegó a su fin y Juan de Ibelín reanudó su papel como líder de la nobleza de Oriente. En 1217, con el final de la tregua con al-Adel, sultán de Egipto, tanto Juan como su hermano Felipe de Ibelín comenzaron por interesarse por asuntos más allá de Jerusalén. Aparentemente defendía los intereses de Juan de Brienne y, con la llegada de los ejércitos de la Quinta Cruzada, tomó parte en el asedio de la fortaleza de Tabor y después en el Asedio de Damieta en el delta del Nilo.

## Regente de Chipre
Cuando Hugo I de Chipre murió el 10 de enero de 1218, Felipe de Ibelín fue nombrado regente del heredero, Enrique I de Chipre, junto a su madre Alicia de Champaña y Jerusalén. En 1223, una disputa entre los nobles acaba con la regencia de Alicia, dejando a Felipe como único regente hasta 1228, fecha en la que muere. Después fue nombrado regente su hermano Juan de Ibelín. Aunque tanto Juan como Felipe estaban muy unidos a Hugo I, se oponían al control que ejercía la familia Lusignan en Chipre. Hugo era miembro de la familia Lusignan, así como su tío Guido de Lusignan y su padre Amalarico de Lusignan, que fueron los dos primeros reyes de Chipre.
En 1228, el Emperador del Sacro Imperio Romano Germánico Federico II Hohenstaufen llegó a Limassol con la Sexta Cruzada. Federico estaba casado con Yolanda de Jerusalén, la hija de Juan de Brienne, y reclamó tanto el Reino de Jerusalén, como el Reino de Chipre, así como el Señorío de Beirut a Juan de Ibelín. Juan, aunque de acuerdo en la reclamación de ambos reinos, se niega a entregar Beirut.

## Jefe de la oposición
Juan de Ibelín fue inmediatamente depuesto como regente y la isla quedó bajo control imperial. Después de negociar con el Sultán Al-Kamil, Federico II consigue la devolución de Jerusalén, pero debido al descontento generalizado tanto por sus errores como por su brutalidad, decide confiar la administración del Reino de Jerusalén a Juan de Ibelín, dejando una poderosa guarnición en Acre. Federico II deja el Reino de Chipre en manos del joven rey Enrique I de Chipre y su prometida Alicia de Montferrato, con la regencia de un consejo de cinco nobles partidarios suyos. Además aumenta los impuestos en Chipre, especialmente a los territorios de la familia Ibelín. Juan, apoyado por Felipe de Novara, decide rebelarse y, al frente de su ejército, el 14 de julio de 1229 derrota a las afueras de Nicosia a los regentes imperiales. Los regentes se retiraron al Castillo de Dios de Amor, y se rindieron a los diez meses. Juan de Ibelín decidió mostrarse clemente para intentar pacificar la isla. La Guerra de los Lombardos había comenzado.
En 1231, Federico II envió a Ricardo Filangieri, mariscal del Imperio, al frente de un ejército hacia el este, que trató de invadir Chipre, pero ante las dificultades que Juan le pone para realizar el desembarco, deciden poner rumbo hacia Tierra Santa, para capturar Beirut, que fue sitiada y casi ocupada. El mariscal, Ricardo Filangieri, se estableció en Jerusalén y Tiro, que habían sido recuperadas gracias a un tratado en 1229, pero no pudo entrar ni en Beirut, ni en Acre.

## Alcalde de San Juan de Acre
En Acre, los seguidores de Juan formaron una comuna medieval, entre los cuales Juan fue elegido alcalde a su llegada en 1232. La Comuna de Acre fue capaz de acabar con el asedio de Beirut, aunque sufren un duro revés el 3 de mayo de 1232 en Casal-Imbert a manos de Ricardo Filangieri. Gracias a esta victoria y a la ausencia de Juan de Ibelín en Chipre, Ricardo Filangieri ocupó la isla. Enrique I de Chipre, junto a Juan de Ibelín, deciden entonces recuperar Chipre, desembarcan en Famagusta el 10 de junio de 1232 y derrotan a las fuerzas imperiales el 15 de junio de 1232 en la Batalla de Agridi. Los pocos supervivientes se retiraron al Castillo de Cérines, rindiéndose en junio de 1233.
Ahora Enrique era el indiscutible Rey de Chipre, a pesar de ser de la familia Lusignan era partidario de los Ibelín, así que Juan y su familia siguieron siendo muy influyentes en la corte.
Ricardo Filangieri aún tenía el control de Jerusalén y Tiro, y contaba con el apoyo de Bohemundo IV de Antioquía, de los Caballeros Teutónicos, de los Caballeros Hospitalarios, y de los comerciantes pisanos. Juan de Ibelín contaba con el apoyo de la nobleza de Chipre, y tenía sus territorios en el continente (Beirut, Cesarea y Arsuf), además contaba con el apoyo de los Caballeros Templarios y de la comunidad comerciante genovesa. Ninguna de las partes conseguía avanzar, y en 1234 el Papa Gregorio IX excomulgó a Juan y a sus partidarios. En 1235 la decisión fue parcialmente revocada, pero aún la paz era imposible. Además también se planteaba un problema jurídico, el Reino de Jerusalén no tenía rey. Para solucionarlo, la princesa Alicia de Champaña y Jerusalén, (hija de Isabel de Jerusalén, sobrina de Juan de Ibelín, viuda de Hugo I de Chipre y tía del joven rey Conrado II de Jerusalén), fue nombrada Regente.
Juan de Ibelín y los Hospitalarios comenzaron una campaña contra los musulmanes en 1236. Juan cayó gravemente herido en un accidente con su caballo (al parecer fue derribado de su caballo y éste le cayó encima). Antes de morir en Acre, se ordenó Templario.

## Matrimonio e hijos
Juan se casó dos veces. En 1201 se casó con Helvis (muerta en 1208), hija de Raimundo, Señor de Nephin. Dio a luz cinco hijos que murieron siendo niños. En 1208 se casó con Melisenda de Arsuf, viuda de Teobaldo de Orca e hija de Guido, Señor de Arsuf, con la que tuvo a:
- Balián (muerto en 1247), que le sucedió como señor de Beirut.
- Juan (1211 - 1258), señor de Arsuf y condestable de Jerusalén.
- Raúl de Ibelín.
- Hugo (1213 - 1238).
- Balduino (muerto en 1267).
- Guido.
- Isabel de Ibelín, que se ordenó monja.[4]

El hijo de Balián, también se llamó Juan, y heredó Beirut, por eso es llamado "Juan II", para distinguirlo de su abuelo, "el Viejo Señor de Beirut". Juan de Ibelín, Señor de Arsuf, también tuvo un hijo llamado Balián, que se casó con Plaisance de Antioquía.

## Ancestros
| \| \| \| \| \| \| \| \| \| \| \| \| \| \| \| \| \| \| \| \| 4. Barisán de Ibelín \| \| \| \| \| \| \| \| \| \| \| \| \| \| \| \| \| \| \| \| \| \| \| \| \| \| \| \| \| \| \| \| \| \| \| \| \| \| \| \| \| \| \| \| \| \| \| \| \| \| \| \| \| \| 2. Balián de Ibelín \| \| \| \| \| \| \| \| \| \| \| \| \| \| \| \| \| \| \| \| \| \| \| \| \| \| \| \| \| \| \| \| \| \| \| \| \| \| \| \| \| \| \| \| \| \| \| \| \| \| \| \| \| \| 10. Balduino I de Ramla \| \| \| \| \| \| \| \| \| \| \| \| \| \| \| \| \| \| \| \| \| \| \| \| \| \| \| \| \| \| \| \| \| \| \| \| \| \| \| \| \| \| \| \| \| \| \| \| \| \| \| \| \| \| 5. Helvis de Ramla \| \| \| \| \| \| \| \| \| \| \| \| \| \| \| \| \| \| \| \| \| \| \| \| \| \| \| \| \| \| \| \| \| \| \| \| \| \| \| \| \| \| \| \| \| \| \| \| \| \| \| \| \| \| 11. Estefanía de Nablus \| \| \| \| \| \| \| \| \| \| \| \| \| \| \| \| \| \| \| \| \| \| \| \| \| \| \| \| \| \| \| \| \| \| \| \| \| \| \| \| \| \| \| \| \| \| \| \| \| \| \| \| \| \| 1. Juan de Ibelín \| \| \| \| \| \| \| \| \| \| \| \| \| \| \| \| \| \| \| \| \| \| \| \| \| \| \| \| \| \| \| \| \| \| \| \| \| \| \| \| \| \| \| \| \| \| \| \| \| \| \| \| \| \| 24. Juan II Comneno \| \| \| \| \| \| \| \| \| \| \| \| \| \| \| \| \| \| \| \| \| \| \| \| \| \| \| \| \| \| \| \| \| \| \| \| \| \| \| \| \| \| \| \| \| \| \| \| \| \| \| \| \| \| 12. Andrónico Comneno \| \| \| \| \| \| \| \| \| \| \| \| \| \| \| \| \| \| \| \| \| \| \| \| \| \| \| \| \| \| \| \| \| \| \| \| \| \| \| \| \| \| \| \| \| \| \| \| \| \| \| \| \| \| 25. Piroska de Hungría \| \| \| \| \| \| \| \| \| \| \| \| \| \| \| \| \| \| \| \| \| \| \| \| \| \| \| \| \| \| \| \| \| \| \| \| \| \| \| \| \| \| \| \| \| \| \| \| \| \| \| \| \| \| 6. Juan Ducas Comneno \| \| \| \| \| \| \| \| \| \| \| \| \| \| \| \| \| \| \| \| \| \| \| \| \| \| \| \| \| \| \| \| \| \| \| \| \| \| \| \| \| \| \| \| \| \| \| \| \| \| \| \| \| \| 13. Irene Aineadisa \| \| \| \| \| \| \| \| \| \| \| \| \| \| \| \| \| \| \| \| \| \| \| \| \| \| \| \| \| \| \| \| \| \| \| \| \| \| \| \| \| \| \| \| \| \| \| \| \| \| \| \| \| \| 3. María Comnena \| \| \| \| \| \| \| \| \| \| \| \| \| \| \| \| \| \| \| \| \| \| \| \| \| \| \| \| \| \| \| \| \| \| \| \| \| \| \| \| \| \| \| \| \| \| \| \| \| \| \| \| \| \| 28. hijo de Miguel Taronites \| \| \| \| \| \| \| \| \| \| \| \| \| \| \| \| \| \| \| \| \| \| \| \| \| \| \| \| \| \| \| \| \| \| \| \| \| \| \| \| \| \| \| \| \| \| \| \| \| \| \| \| \| \| 14. Juan Taronites \| \| \| \| \| \| \| \| \| \| \| \| \| \| \| \| \| \| \| \| \| \| \| \| \| \| \| \| \| \| \| \| \| \| \| \| \| \| \| \| \| \| \| \| \| \| \| \| \| \| \| \| \| \| 7. María Taronitisa \| \| \| \| \| \| \| \| \| \| \| \| \| \| \| \| \| \| \| \| \| \| \| \| \| \| \| \| \| \| \| \| \| \| \| \| \| \| \| \| \| \| \| \| \| \| \| \| \| \| \| \| |                              |  |  |  |  |  |  |  |  |  |  |  |  |  |  |  |
| |                              |  |  |  |  |  |  |  |  |  |  |  |  |  |  |  |
| | 4. Barisán de Ibelín         |  |  |  |  |  |  |  |  |  |  |  |  |  |  |  |
| |                              |  |  |  |  |  |  |  |  |  |  |  |  |  |  |  |
| |                              |  |  |  |  |  |  |  |  |  |  |  |  |  |  |  |
| | 2. Balián de Ibelín          |  |  |  |  |  |  |  |  |  |  |  |  |  |  |  |
| |                              |  |  |  |  |  |  |  |  |  |  |  |  |  |  |  |
| |                              |  |  |  |  |  |  |  |  |  |  |  |  |  |  |  |
| | 10. Balduino I de Ramla      |  |  |  |  |  |  |  |  |  |  |  |  |  |  |  |
| |                              |  |  |  |  |  |  |  |  |  |  |  |  |  |  |  |
| |                              |  |  |  |  |  |  |  |  |  |  |  |  |  |  |  |
| | 5. Helvis de Ramla           |  |  |  |  |  |  |  |  |  |  |  |  |  |  |  |
| |                              |  |  |  |  |  |  |  |  |  |  |  |  |  |  |  |
| |                              |  |  |  |  |  |  |  |  |  |  |  |  |  |  |  |
| | 11. Estefanía de Nablus      |  |  |  |  |  |  |  |  |  |  |  |  |  |  |  |
| |                              |  |  |  |  |  |  |  |  |  |  |  |  |  |  |  |
| |                              |  |  |  |  |  |  |  |  |  |  |  |  |  |  |  |
| | 1. Juan de Ibelín            |  |  |  |  |  |  |  |  |  |  |  |  |  |  |  |
| |                              |  |  |  |  |  |  |  |  |  |  |  |  |  |  |  |
| |                              |  |  |  |  |  |  |  |  |  |  |  |  |  |  |  |
| | 24. Juan II Comneno          |  |  |  |  |  |  |  |  |  |  |  |  |  |  |  |
| |                              |  |  |  |  |  |  |  |  |  |  |  |  |  |  |  |
| |                              |  |  |  |  |  |  |  |  |  |  |  |  |  |  |  |
| | 12. Andrónico Comneno        |  |  |  |  |  |  |  |  |  |  |  |  |  |  |  |
| |                              |  |  |  |  |  |  |  |  |  |  |  |  |  |  |  |
| |                              |  |  |  |  |  |  |  |  |  |  |  |  |  |  |  |
| | 25. Piroska de Hungría       |  |  |  |  |  |  |  |  |  |  |  |  |  |  |  |
| |                              |  |  |  |  |  |  |  |  |  |  |  |  |  |  |  |
| |                              |  |  |  |  |  |  |  |  |  |  |  |  |  |  |  |
| | 6. Juan Ducas Comneno        |  |  |  |  |  |  |  |  |  |  |  |  |  |  |  |
| |                              |  |  |  |  |  |  |  |  |  |  |  |  |  |  |  |
| |                              |  |  |  |  |  |  |  |  |  |  |  |  |  |  |  |
| | 13. Irene Aineadisa          |  |  |  |  |  |  |  |  |  |  |  |  |  |  |  |
| |                              |  |  |  |  |  |  |  |  |  |  |  |  |  |  |  |
| |                              |  |  |  |  |  |  |  |  |  |  |  |  |  |  |  |
| | 3. María Comnena             |  |  |  |  |  |  |  |  |  |  |  |  |  |  |  |
| |                              |  |  |  |  |  |  |  |  |  |  |  |  |  |  |  |
| |                              |  |  |  |  |  |  |  |  |  |  |  |  |  |  |  |
| | 28. hijo de Miguel Taronites |  |  |  |  |  |  |  |  |  |  |  |  |  |  |  |
| |                              |  |  |  |  |  |  |  |  |  |  |  |  |  |  |  |
| |                              |  |  |  |  |  |  |  |  |  |  |  |  |  |  |  |
| | 14. Juan Taronites           |  |  |  |  |  |  |  |  |  |  |  |  |  |  |  |
| |                              |  |  |  |  |  |  |  |  |  |  |  |  |  |  |  |
| |                              |  |  |  |  |  |  |  |  |  |  |  |  |  |  |  |
| | 7. María Taronitisa          |  |  |  |  |  |  |  |  |  |  |  |  |  |  |  |
| |                              |  |  |  |  |  |  |  |  |  |  |  |  |  |  |  |
| |                              |  |  |  |  |  |  |  |  |  |  |  |  |  |  |  |